# Dusona lautareti
Dusona lautareti är en stekelart som först beskrevs av Hinz 1990.  Dusona lautareti ingår i släktet Dusona och familjen brokparasitsteklar. Inga underarter finns listade i Catalogue of Life.